# Підвисоке (Львівський район)
Підвисо́ке — село в Україні, у Львівському районі Львівської області. Населення становить 79 осіб. Орган місцевого самоврядування - Бібрська міська рада.
Згадується в 1444 році в книгах галицького суду.